# 順天市
順天市（：／ Suncheon si */?），是位于韩国全羅南道东部的一座城市，总面积911.6平方千米，2020年11月时人口数为282,618，是湖南地方人口数第三多的城市。顺天市下轄1個邑、10個面和13個洞。顺天市北接谷城郡和求禮郡、南面是丽水市；西临和順郡与寶城郡、东面是光陽市。全羅線和慶全線在此交会，因此韓國鐵道設施公團的湖南总部设在顺天。
顺天市南临顺天湾，原昇州郡地区是一个拥有美丽自然风光与丰富历史底蕴的区域。该区域内的顺天湾湿地公园在2006年加入湿地公约保护名单，亦是韩国首个加入该名单的湿地。顺天市在2010年获得了联合国颁发的宜居城市银奖。

## 歷史
在三韩时期顺天地区是属于马韩的领土。在马韩被百济吞并后，这里被命名为嵌平郡。后来百济被新罗所灭，该地区在757年被改称为昇平郡，成为当时9州5小京中武珍州辖下的一个郡。到了朝鲜王朝时期，昇平郡被升格为昇州，管辖包括如今丽水市、光阳市和谷城郡在内的区域。1036年这里被降格为昇平郡，除现谷城郡以外的地区与昇平郡分离，该区域也在随后被分离出昇平郡辖区。1309年，昇平郡被升格为昇州牧，但一年后又旋即被降格成为府，称顺天府。进入朝鲜时代，顺天府改顺天都护府，这一行政区划一直维持到了1895年被改称为顺天郡为止。至1789年时境内已经拥有25个郡和640个里。
1931年11月1日，顺天郡内的顺天面被升格为顺天邑。1949年8月13日，顺天郡郡内的道沙面和海龙面的一部分被编入顺天邑，并在两天后被升格为顺天市，而原顺天郡的其余部分则被称为昇州郡。1995年1月1日，昇州郡和顺天市合并，形成了如今的顺天市辖区。

## 地理气候
顺天市位于全罗南道东南部，是该区域的中心城市。其北面是谷城郡和求禮郡、南与丽水市接壤；向西是和順郡与寶城郡、东面则与光陽市相接。顺天市的南面除了与丽水市接壤的一部分外，其他地区是面向顺天湾和光阳湾的海岸线，长度为36公里。
顺天市大部属于副热带湿润气候，西北部受小白山脈影响，其气候更类似于大陆性气候。顺天市是湖南地方受海洋影响比较大的区域，较其他地区温暖湿润，温差也较小，一般在一月时平均气温不会降到零度以下。顺天在夏季时受東南季風影响湿热多雨，而在冬季则主要受西北季風控制，经常会有大风天气，不过由于西北面山脉阻隔和南面临海，顺天相较于其他朝鲜半岛地区与中国东北较为温暖。顺天的春秋两季比较温暖，天气比较晴朗，适合农作物生产。
顺天市的辖区大致从西北向东南呈椭圆形。其辖区有小白山脈的支脉白云山脉穿过，其地势大致从西北向东南缓慢下降但有大量起伏，市内的平原区域主要在城市东南的顺天湾和光阳湾沿岸，但市区还是主要分布在丘陵区域。顺天市境内最高的山是海拔919米的母后山，它也是全罗南道境内第四高山。其与海拔884米的曹溪山为轴在顺天市境内形成大量丘陵，并延展至海岸线附近。顺天市境内处于蟾津江下游，其流经顺天市后从与顺天市接壤的光阳市流入朝鲜海峡。流经境内的主要河流还有宝城江。在顺天东川河口汇入顺天湾的地区有着大片沿岸湿地，该区域在2003年被韩国政府指定为湿地保护区。2018年，包括顺天湾在内的整座城市被联合国教科文组织列为生物圈保护区。
| 顺天市(1981−2010)        | 顺天市(1981−2010) | 顺天市(1981−2010) | 顺天市(1981−2010) | 顺天市(1981−2010) | 顺天市(1981−2010) | 顺天市(1981−2010) | 顺天市(1981−2010) | 顺天市(1981−2010) | 顺天市(1981−2010) | 顺天市(1981−2010) | 顺天市(1981−2010) | 顺天市(1981−2010) | 顺天市(1981−2010) |
| 月份                     | 1月               | 2月               | 3月               | 4月               | 5月               | 6月               | 7月               | 8月               | 9月               | 10月              | 11月              | 12月              | 全年              |
| ------------------------ | ----------------- | ----------------- | ----------------- | ----------------- | ----------------- | ----------------- | ----------------- | ----------------- | ----------------- | ----------------- | ----------------- | ----------------- | ----------------- |
| 平均高温 °C（°F）        | 5.8 (42.4)        | 8.4 (47.1)        | 13.5 (56.3)       | 20.1 (68.2)       | 24.5 (76.1)       | 27.6 (81.7)       | 29.8 (85.6)       | 30.8 (87.4)       | 27.1 (80.8)       | 22.1 (71.8)       | 14.9 (58.8)       | 8.5 (47.3)        | 19.4 (66.9)       |
| 日均气温 °C（°F）        | −0.4 (31.3)       | 1.6 (34.9)        | 6.2 (43.2)        | 12.2 (54.0)       | 17.1 (62.8)       | 21.4 (70.5)       | 24.9 (76.8)       | 25.2 (77.4)       | 20.5 (68.9)       | 13.9 (57.0)       | 7.3 (45.1)        | 1.6 (34.9)        | 12.6 (54.7)       |
| 平均低温 °C（°F）        | −5.3 (22.5)       | −3.9 (25.0)       | 0.0 (32.0)        | 5.0 (41.0)        | 10.7 (51.3)       | 16.4 (61.5)       | 21.2 (70.2)       | 21.4 (70.5)       | 16.1 (61.0)       | 8.3 (46.9)        | 1.8 (35.2)        | −3.5 (25.7)       | 7.3 (45.1)        |
| 平均降水量 mm（）        | 32.0 (1.26)       | 45.9 (1.81)       | 66.3 (2.61)       | 92.2 (3.63)       | 115.3 (4.54)      | 211.1 (8.31)      | 337.3 (13.28)     | 326.9 (12.87)     | 179.9 (7.08)      | 50.9 (2.00)       | 48.2 (1.90)       | 25.5 (1.00)       | 1,531.3 (60.29)   |
| 平均降水天数（≥ 0.1 mm） | 8.0               | 7.9               | 9.0               | 8.7               | 9.2               | 10.3              | 15.1              | 14.0              | 9.1               | 5.9               | 7.7               | 7.8               | 112.7             |
| 平均相對濕度（％）       | 68.4              | 65.3              | 63.4              | 63.8              | 68.2              | 72.7              | 78.5              | 78.6              | 77.3              | 74.0              | 72.3              | 70.9              | 71.1              |
| 月均日照時數             | 149.2             | 154.5             | 182.9             | 200.4             | 205.4             | 158.8             | 137.7             | 156.8             | 148.7             | 170.9             | 140.5             | 139.0             | 1,944.9           |
| 来源：韩国气象厅         |                   |                   |                   |                   |                   |                   |                   |                   |                   |                   |                   |                   |                   |

## 行政区划
顺天市辖区之面积为911.6平方公里，其与光阳市、谷城郡和求礼郡组成甲乙两个大韓民國國會联合选区。下辖1个邑、10个面、13个洞，以及848个里。其中海龙面的人口超过五万人，是全韩国人口最多的一个面。
| 行政区划 | 面积 (km²) | 人口    | 户数    | 地图 |
| -------- | ---------- | ------- | ------- | ---- |
| 昇州邑   | 93.05      | 2,739   | 1,539   |      |
| 海龍面   | 49.93      | 54,937  | 18,346  |      |
| 西面     | 103.53     | 12,083  | 5,883   |      |
| 黃田面   | 98.8       | 2,935   | 1,722   |      |
| 月燈面   | 44.29      | 1,785   | 1,012   |      |
| 住巖面   | 93.83      | 3,176   | 1,918   |      |
| 松光面   | 109.85     | 1,518   | 892     |      |
| 外西面   | 35.43      | 898     | 546     |      |
| 樂安面   | 63.1       | 3,263   | 1,769   |      |
| 別良面   | 69.67      | 5,555   | 2,943   |      |
| 上沙面   | 60.3       | 2,860   | 1,470   |      |
| 鄕洞     | 18.67      | 3,754   | 1,940   |      |
| 梅谷洞   | 1.42       | 6,667   | 3,336   |      |
| 三山洞   | 17.72      | 25,360  | 10,692  |      |
| 稠谷洞   | 2.15       | 6,316   | 2,921   |      |
| 德蓮洞   | 5.11       | 44,369  | 17,503  |      |
| 豊德洞   | 2.98       | 7,720   | 3,779   |      |
| 南蹄洞   | 2.56       | 8,837   | 4,479   |      |
| 楮田洞   | 0.97       | 2,892   | 1,436   |      |
| 長泉洞   | 0.47       | 2,357   | 1,487   |      |
| 中央洞   | 0.5        | 3,113   | 1,760   |      |
| 道沙洞   | 25.4       | 18,511  | 7,714   |      |
| 旺照1洞  | 9.41       | 40,428  | 16,889  |      |
| 旺照2洞  | 1.29       | 19,658  | 7,434   |      |
| 順天市   | 907.43     | 282,618 | 121,819 |      |

- 此人口数据来自2021年1月韓國行政安全部之统计数据[11]。

## 经济

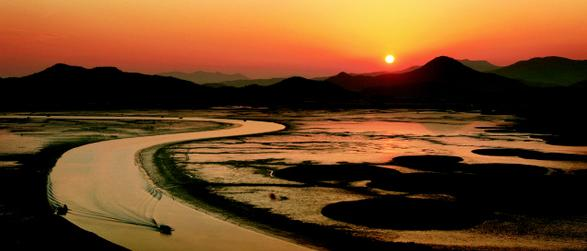
顺天湾湿地公园

顺天市现有农户10,673户，从事农业之人口为24,376名，约占全市人口的8%。在外西面有着韩国最大的草莓苗繁育中心，乐安面则是黄瓜的种植基地。此外市内还有一个园林树培育园区和一个泽泻种植基地。顺天市内近年出现了较严重的农业人口老龄化与农村地区衰退的现象，农业人口五年间减少了24%，其中52%的农民年龄在65岁以上。当地政府为解决该现状实行了包括产业转型、发展生态友好型及创新型农业以及提升乡村地区福利及鼓励创业等计划，意图复兴乡村地区经济。
顺天市位于韩国政府指定的，面积达77平方公里的光阳湾圈经济自由区内。该经济特区内制造业发达，有大量化工、钢铁与金属企业落户，企业总生产规模约为1100亿美元。附近的光阳港是韩国仅次于釜山港的第二大港。顺天市之主要产业是金属及金属加工产业，境内有五个较大的工业基地，主要从事金属及相关产业以及材料制造等材料产业。当地政府正在与韩国材料研究所和市内的全南科技园合作，依托顺天市内的海龙工业园区建设镁材料与零部件产业中心。
顺天市在2013年4月19日至10月20日期间举行了顺天湾国际园艺博览会，期间吸引了超过400万名游客前往参会。博览会共展出了国内外共87个园林，包括11个外国风景的园林，会场总面积达到了111.2万平方米。顺天市共斥资2,455亿韩元举办这一国际博览会。韩国农村经济研究院表示，这次博览会的举办将会刺激1.3万亿韩元的产值，并创造11,000个工作岗位。仅出售门票一项便可创造超过400亿韩元的收入。

## 交通

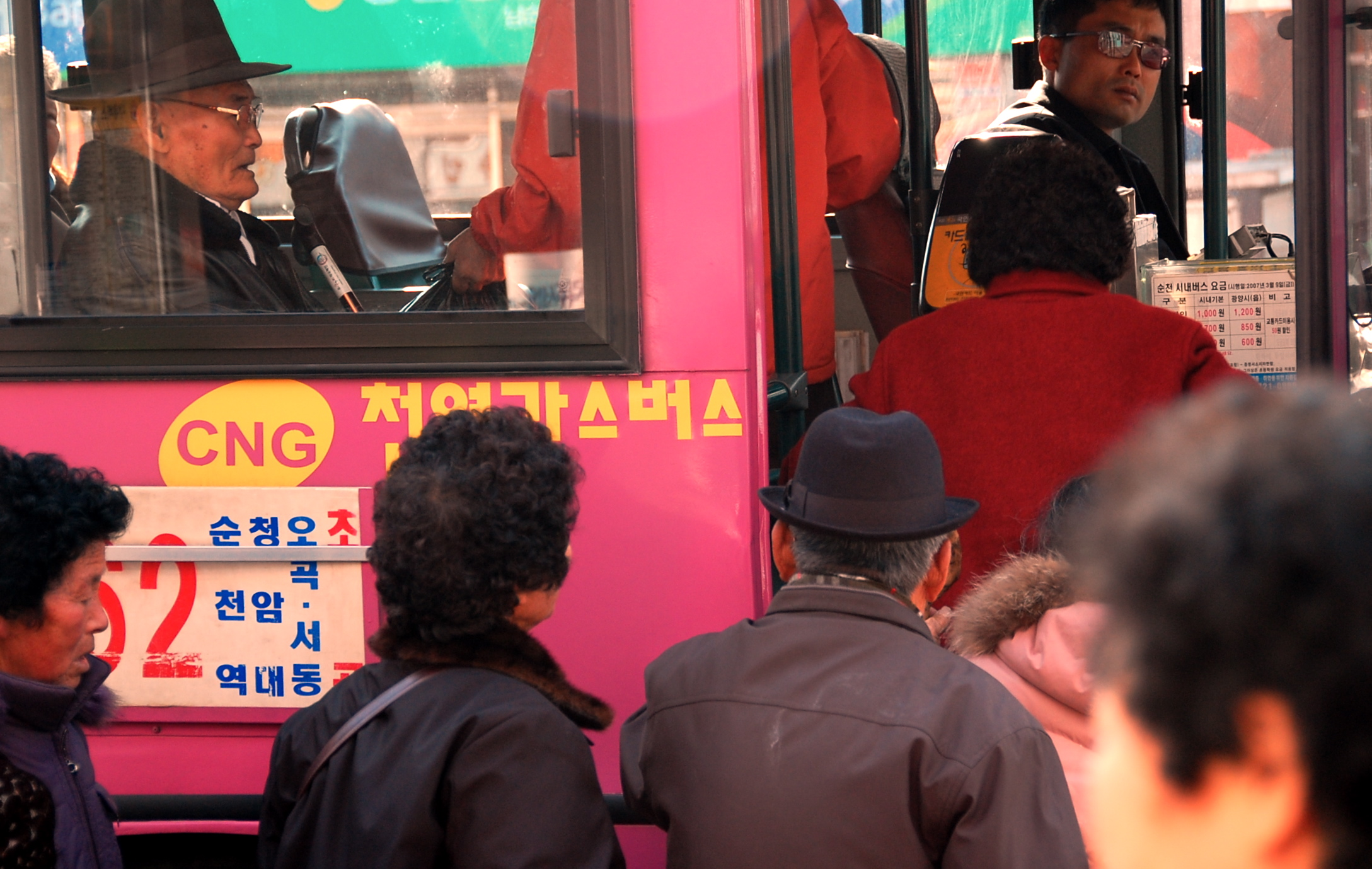
2008年的顺天市内巴士

顺天市内有四条高速公路通过，其中有三条是国家高速公路，分别是湖南高速公路、南海高速公路以及順天完州高速公路，顺天市也是湖南地方重要的交通枢纽城市之一，其公路网连结了周围六个市郡。顺天市是湖南地方的铁路中心城市，韩国铁路公社运营下的两条干线铁路全羅線和慶全線在顺天市内的顺天站交会。2020年韩国铁路公社大规模重组后，全南总部和光州总部合并后的新址就设在顺天市内。顺天综合巴士总站位于长泉洞，该站于2008年8月开通，运营包括开往首尔瑞草區以及統營市的多条长途公共汽车线路。
顺天市内的顺天市内公共汽车系统现运营着59条公交线路，包括前往附近的宝城郡、丽水市和光阳市的线路。公交线路的价格统一为成人1,500韩元、12-17岁的中高校生1,200韩元、6-11岁的小学生则为100韩元。12岁以上乘客若使用交通卡乘车则还能享受100韩元优惠。
顺天市内没有民用机场，最近的民用机场是南面位于丽水市的丽水机场，该机场现有韩亚航空、真航空和濟州航空运营的前往首尔金浦机场和濟州國際機場的航线。从顺天市内可以乘坐市内96号巴士前往丽水机场，每天从顺天市有15班次巴士发出。

## 文化
顺天市内现有一所國立大學，即1935年创立的顺天大学，主要研究方向是农林及相关专业。此外顺天市内还有两所私立大学，分别是顺天第一大学以及青巖大學。
顺天湾国家园林及内部的顺天湾湿地是韩国国内最具人气的旅游景点之一，2019年接待游客人次达到了618万。该区域在2006年加入湿地条约，成为韩国首个加入该条约保护名单的湿地。为更好地保护该区域，韩国政府在2013年设立了顺天湾湿地公园。在曹溪山上的松廣寺是韩国三大寺院之一，是大韩佛教曹溪宗的发源地。昇仙橋被称作韩国最美的拱形石桥之一，它位于同样在曹溪山内的仙岩寺中。仙岩寺也是韩国第13个世界遗产。乐安邑城是一座始建于1397年，保存完好的朝鲜时代城堡。内部传统建筑及外墙仍然保存完好，如今仍有超过百户人家居住，是韩国未来可能登录世界遗产的景观，也是朝鲜传统音乐盘索里的发源地之一。乐安邑城也是电视剧大长今的外景拍摄地。

## 友好城市
- 美国哥倫比亞市
- 日本出水市
- 法國南特
- 塞舌尔维多利亚
- 中华人民共和国丹东市
- 中华人民共和国宁波市
- 中华人民共和国太原市
- 土耳其安塔利亚